# 佐藤優也
佐藤 優也（さとう ゆうや、1986年2月10日 - ）は、千葉県市川市出身のプロサッカー選手。Jリーグ・ロアッソ熊本所属。ポジションはゴールキーパー（GK）。

## 来歴
市立船橋高校の正GKを務め、2003年の第83回天皇杯では横浜F・マリノス相手に好セーブを連発、同級生であるカレン・ロバートや増嶋竜也らと共に市船旋風の立役者の一人となった。第82回全国高等学校サッカー選手権大会でもベスト8に進出した。
卒業後の2004年にヴァンフォーレ甲府に入団したが、阿部謙作や鶴田達也の前に正GKの座を奪うには至らず2006年に出場機会を求めてコンサドーレ札幌に期限付き移籍。シーズン終盤に正GK林卓人がヘルニアで離脱したため出場機会を得ると、年末の天皇杯では4回戦からスタメン出場。5回戦でアルビレックス新潟とのPK戦に勝利するなど、ベスト4進出に貢献した。しかし、2007年は大宮アルディージャからレンタル移籍の高木貴弘にレギュラーを奪われ、チームはJ1昇格を果たしたものの自身は1試合の出場に留まった。
2008年より背番号が1に変更された。この年は高木との争いを制して開幕スタメンを掴むと、開幕節の鹿島アントラーズ戦では0-4で敗れたものの小笠原満男のPKを止める活躍を見せた。3月21日にはU-23日本代表に初めて選出された。しかし、チームはシーズンを通して残留争いを演じて最下位でJ2に逆戻り。自身も高木に再びレギュラーを奪われた。高木が大宮に復帰した2009年も開幕スタメンを掴んだが、不安定なプレーを連発してしまい荒谷弘樹にレギュラーを奪われる。さらにその後は長年第3GKに甘んじていた高原寿康の好調もありベンチ外になる試合も多かった。荒谷が甲府に移籍した2010年も高原の後塵を拝し、3試合の出場にとどまった。シーズン終了後、出場機会を求めて自ら移籍の道を選んだ。
2011年にギラヴァンツ北九州に移籍。移籍後は前年までレギュラーだった水原大樹を抑えて正GKを獲得。リーグ戦37試合に出場し、好セーブを連発して前年わずか1勝で最下位に沈んだチームを8位まで押し上げる原動力となった。2012年より水原がカマタマーレ讃岐に移籍したことに伴い背番号を札幌時代と同じ1に戻した。
2012年12月18日、東京ヴェルディへ完全移籍。天皇杯も含む2013年の全ての試合にフルタイム出場し、チームの守備を支えた。
2016年にはジェフユナイテッド市原・千葉へ移籍。選手間での協議の結果、キャプテンに就任した。2016年のリーグ戦では開幕より正GKの座を確保したが、終盤には岡本昌弘の台頭もあり出場を減らした。2017年、千葉はフアン・エスナイデル新監督の下で特徴的なハイライン戦術をとり、GKにはDFライン背後の広大なスペースのカバーが求められた。櫛野亮GKコーチはこれを「GKにとったら世界で一番難しい」 と表現する中、幾度もペナルティーエリア外への飛び出しを見せるなど正キーパーとして奮闘。チームのJ1昇格プレーオフ進出に貢献した。
2019年は新加入の鈴木椋大に一時ポジションを奪われたものの、奪い返して26試合に出場した。しかし、2020年シーズンは川崎から新井章太が加入し、その新井が正GKに抜擢されたため控えに降格。さらに鈴木が控えに抜擢されるようになったため事実上構想外となった。シーズン終了後、契約満了により退団。
2021年にはロアッソ熊本へ加入。背番号は千葉時代と同じ23に決定した。同年は前年の守護神内山圭を抑えてレギュラーに定着し、チームのJ2昇格に貢献した。2022年はリーグ戦36試合、J1参入POにも3試合出場し、4年ぶりのJ2で躍進するチームを支えた。
2023年は、田代琉我の台頭もあってポジションを失い、リーグ戦の出場は1試合にとどまった。

## エピソード
- 2006年天皇杯・新潟戦では、周囲の確認が不十分で迂闊にボールを置いたため、新潟FW矢野貴章に同点ゴールを奪われたり、甲府戦では味方DFからのバックパスをキャッチし間接FKを与えてしまったり、ペナルティエリア外にあるボールを手で扱い警告を受けるなどの未熟ゆえの珍プレーがあった。しかし、自ら招いたPK戦でゴールを決められた相手である矢野のPKを止め、ミスを帳消しにした。
- 2007年の天皇杯・TDK SC戦では、PK戦でもなかなか決着がつかず、11人目のキッカーとして佐藤の番になった。先に相手選手が外したため、きっちり決めれば勝ちの状況になったが、ここでチップキックでの勝利決定を狙った結果、ボールは無情にもゴール上に外れた。結局その次のキッカーである砂川誠が外し、負けとなってしまった。
- 2017年J2第12節・金沢戦では、1点ビハインドの試合終了直前に相手FWと1対1の被決定機をセーブすると、自陣内のスペースをみてそのままドリブルで前進。敵陣まで自らボールを運び、さらに最前線へのスルーパスを通した[7]。これによりラストプレーでチームは決定機を作り、惜しくも同点弾とはならなかったものも好プレーとして話題となった[7]。

## 所属クラブ
- 市川SC
- 市川第一中学校
- 市立船橋高校
- 2004年 - 2006年 ヴァンフォーレ甲府
  - 2006年 コンサドーレ札幌（期限付き移籍）
- 2007年 - 2010年 コンサドーレ札幌
- 2011年 - 2012年 ギラヴァンツ北九州
- 2013年 - 2015年 東京ヴェルディ
- 2016年 - 2020年 ジェフユナイテッド市原・千葉
- 2021年 - ロアッソ熊本

## 個人成績
| 国内大会個人成績 | 国内大会個人成績 | 国内大会個人成績 | 国内大会個人成績 | 国内大会個人成績 | 国内大会個人成績 | 国内大会個人成績 | 国内大会個人成績 | 国内大会個人成績 | 国内大会個人成績 | 国内大会個人成績 | 国内大会個人成績 |
| 年度             | クラブ           | 背番号           | リーグ           | リーグ戦         | リーグ戦         | リーグ杯         | リーグ杯         | オープン杯       | オープン杯       | 期間通算         | 期間通算         |
| 年度             | クラブ           | 背番号           | リーグ           | 出場             | 得点             | 出場             | 得点             | 出場             | 得点             | 出場             | 得点             |
| 日本             | 日本             | 日本             | 日本             | リーグ戦         | リーグ戦         | リーグ杯         | リーグ杯         | 天皇杯           | 天皇杯           | 期間通算         | 期間通算         |
| ---------------- | ---------------- | ---------------- | ---------------- | ---------------- | ---------------- | ---------------- | ---------------- | ---------------- | ---------------- | ---------------- | ---------------- |
| 2003             | 市立船橋高       | 1                | -                | -                | -                | -                | -                | 3                | 0                | 3                | 0                |
| 2004             | 甲府             | 30               | J2               | 3                | 0                | -                | -                | 0                | 0                | 3                | 0                |
| 2005             | 甲府             | 30               | J2               | 2                | 0                | -                | -                | 0                | 0                | 2                | 0                |
| 2006             | 甲府             | 30               | J1               | 0                | 0                | 0                | 0                | -                | -                | 0                | 0                |
| 2006             | 札幌             | 31               | J2               | 6                | 0                | -                | -                | 4                | 0                | 10               | 0                |
| 2007             | 札幌             | 26               | J2               | 1                | 0                | -                | -                | 1                | 0                | 2                | 0                |
| 2008             | 札幌             | 1                | J1               | 15               | 0                | 5                | 0                | 1                | 0                | 21               | 0                |
| 2009             | 札幌             | 1                | J2               | 5                | 0                | -                | -                | 0                | 0                | 5                | 0                |
| 2010             | 札幌             | 1                | J2               | 3                | 0                | -                | -                | 1                | 0                | 4                | 0                |
| 2011             | 北九州           | 31               | J2               | 37               | 0                | -                | -                | 2                | 0                | 39               | 0                |
| 2012             | 北九州           | 1                | J2               | 42               | 0                | -                | -                | 1                | 0                | 43               | 0                |
| 2013             | 東京V            | 1                | J2               | 42               | 0                | -                | -                | 2                | 0                | 44               | 0                |
| 2014             | 東京V            | 1                | J2               | 34               | 0                | -                | -                | 0                | 0                | 34               | 0                |
| 2015             | 東京V            | 1                | J2               | 41               | 0                | -                | -                | 1                | 0                | 42               | 0                |
| 2016             | 千葉             | 23               | J2               | 37               | 0                | -                | -                | 1                | 0                | 38               | 0                |
| 2017             | 千葉             | 23               | J2               | 35               | 0                | -                | -                | 1                | 0                | 36               | 0                |
| 2018             | 千葉             | 23               | J2               | 13               | 0                | -                | -                | 2                | 0                | 15               | 0                |
| 2019             | 千葉             | 23               | J2               | 26               | 0                | -                | -                | 1                | 0                | 27               | 0                |
| 2020             | 千葉             | 23               | J2               | 0                | 0                | -                | -                | -                | -                | 0                | 0                |
| 2021             | 熊本             | 23               | J3               | 26               | 0                | -                | -                | 2                | 0                | 28               | 0                |
| 2022             | 熊本             | 23               | J2               | 36               | 0                | -                | -                | 1                | 0                | 37               | 0                |
| 2023             | 熊本             | 23               | J2               | 1                | 0                | -                | -                | 0                | 0                | 1                | 0                |
| 2024             | 熊本             | 23               | J2               | 7                | 0                | 2                | 0                | 0                | 0                | 9                | 0                |
| 2025             | 熊本             | 23               | J2               |                  |                  |                  |                  |                  |                  |                  |                  |
| 通算             | 日本             | 日本             | J1               | 15               | 0                | 5                | 0                | 1                | 0                | 21               | 0                |
| 通算             | 日本             | 日本             | J2               | 371              | 0                | 2                | 0                | 18               | 0                | 391              | 0                |
| 通算             | 日本             | 日本             | J3               | 26               | 0                | -                | -                | 2                | 0                | 28               | 0                |
| 通算             | 日本             | 日本             | 他               | -                | -                | -                | -                | 3                | 0                | 3                | 0                |
| 総通算           | 総通算           | 総通算           | 総通算           | 412              | 0                | 7                | 0                | 24               | 0                | 443              | 0                |

- Jリーグ初出場 - 2004年10月16日 J2 第38節 水戸ホーリーホック戦 (水戸)

その他の公式戦
- 2017年
  - J1昇格プレーオフ 1試合0得点
- 2022年
  - J1参入プレーオフ 3試合0得点

## 代表歴
- 2008年 U-23日本代表